# The Colours of Chloë
The Colours of Chloë – pierwszy solowy album niemieckiego kontrabasisty jazzowego Eberharda Webera.
W pochodzącym z tej płyty utworze No Motion Picture Weber po raz pierwszy użył skonstruowanego przez siebie instrumentu, pięciostrunowego kontrabasu elektrycznego.
Zdaniem recenzentów kompozycje mogą być określane jako jazz symfoniczny, charakteryzuje się brzmieniem typowym dla wytwórni ECM.
Płyta nosi numer 1042 w katalogu ECM.

## Lista utworów[1]
| 1. | More Colours                     | 6:39  |
|    |                                  |       |
| 2. | The Colours Of Chloë             | 7:46  |
|    |                                  |       |
| 3. | An Evening With Vincent van Ritz | 5:46  |
|    |                                  |       |
| 4. | No Motion Picture                | 19:32 |
|    |                                  |       |
|    |                                  | 39:43 |
|    |                                  |       |

## Twórcy[1]
- Eberhard Weber – kontrabas, wiolonczela, okaryna
- Rainer Brüninghaus – fortepian, syntezatory
- Peter Giger – instrumenty perkusyjne
- Ralf Hübner – instrumenty perkusyjne
- Ack van Rooyen – skrzydłówka